# 城市泰晤士連線站
城市泰晤士连线站（英語：City Thameslink railway station）是伦敦市中心的一座地下火车站，坐落于伦敦城内，其两个进出口分别位于勒德门山和霍本高架桥。这座火车站为泰晤士连线上的火车站，其上下站点分别为南侧的黑衣修士站和北侧的法灵顿站。该站为取代原先的霍本高架橋站而修建，于1990年建成运营。作为泰晤士连线工程的一部分，这座车站连同重新启用的雪山隧道，为伦敦提供了南北向的连续纵贯铁路服务。建成通车时，该站名为聖保羅泰晤士連線站，但為免與鄰近的倫敦地鐵中央線聖保羅站混淆而在次年改名城市泰晤士連線站。该站在2010年到2011年间曾进行装修，以提升容量。列车时刻表在2018年自动信号系统引入后有所调整。

## 名称和位置

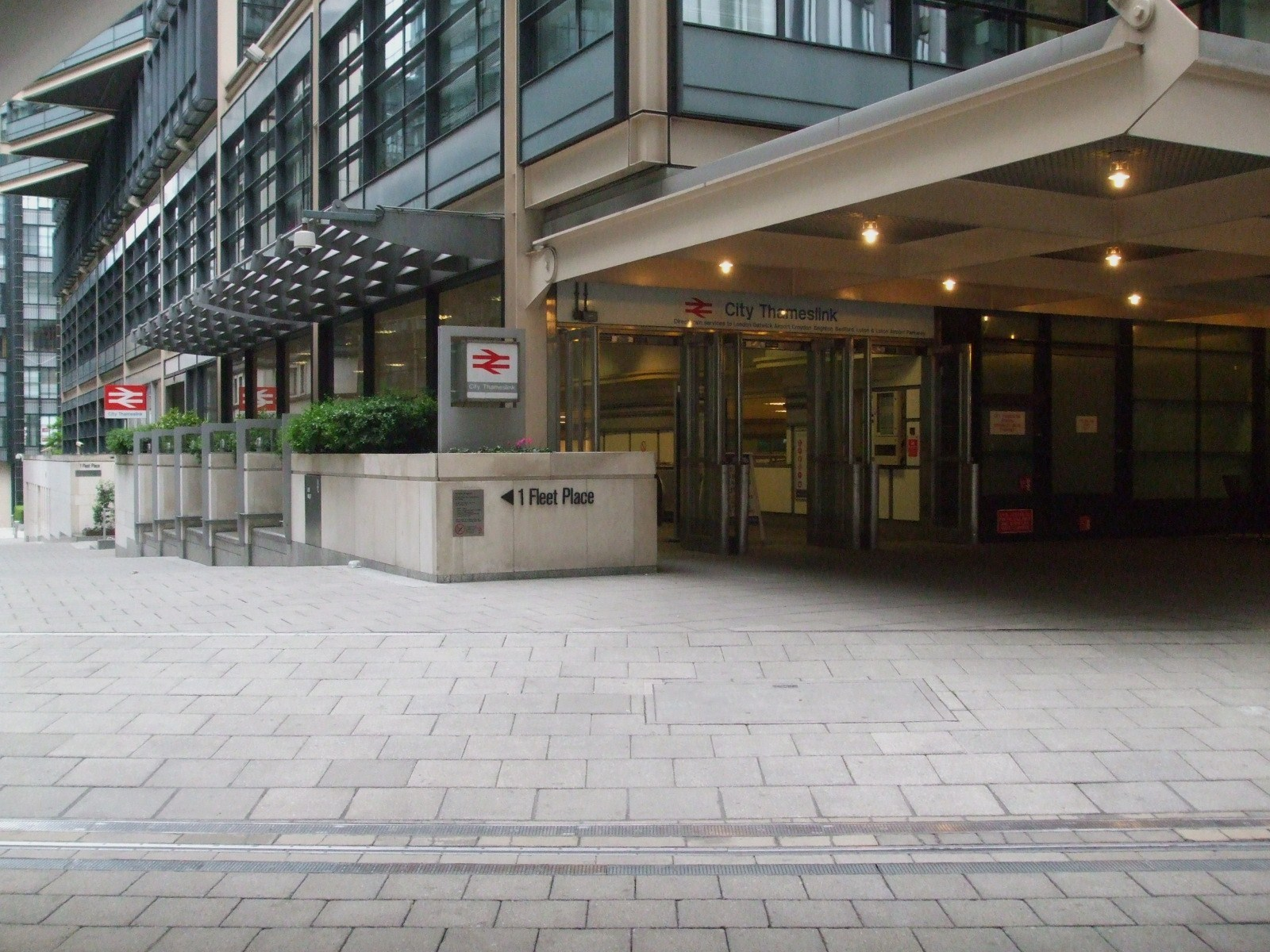
霍本高架桥的北侧入口

该站位于伦敦市西边附近，靠近它与威斯敏斯特市的边界。它有两个入口，一个位于勒德门山，另一个位于霍本高架桥，两者均通往双侧站台。它是伦敦市中心少数几个没有与伦敦地铁换乘的主要国铁车站之一；它到中央线上的法院巷站和圣保罗站大致距离相等。在该区域内原先计划修建另一座名为圣保罗的车站，但最终并未建成。
尽管该站属于通过式车站，但在票务上，它被归类进伦敦旅行卡一区站点，并且作为为终到站，对由该站向北和向南的路线，实行不同的票价费率。泰晤士连线则将该站与圣潘克拉斯站、法灵顿站和黑衣修士站一同作为其线路的核心车站，但其命名被批评为灵感匮乏。伦敦巴士8、15、17、25、26、40、46、59、63、76、133、341路和夜间路线N8、N15、N21、N25、N26、N63、N199、N242、N550和N551都服务于该站。

## 历史

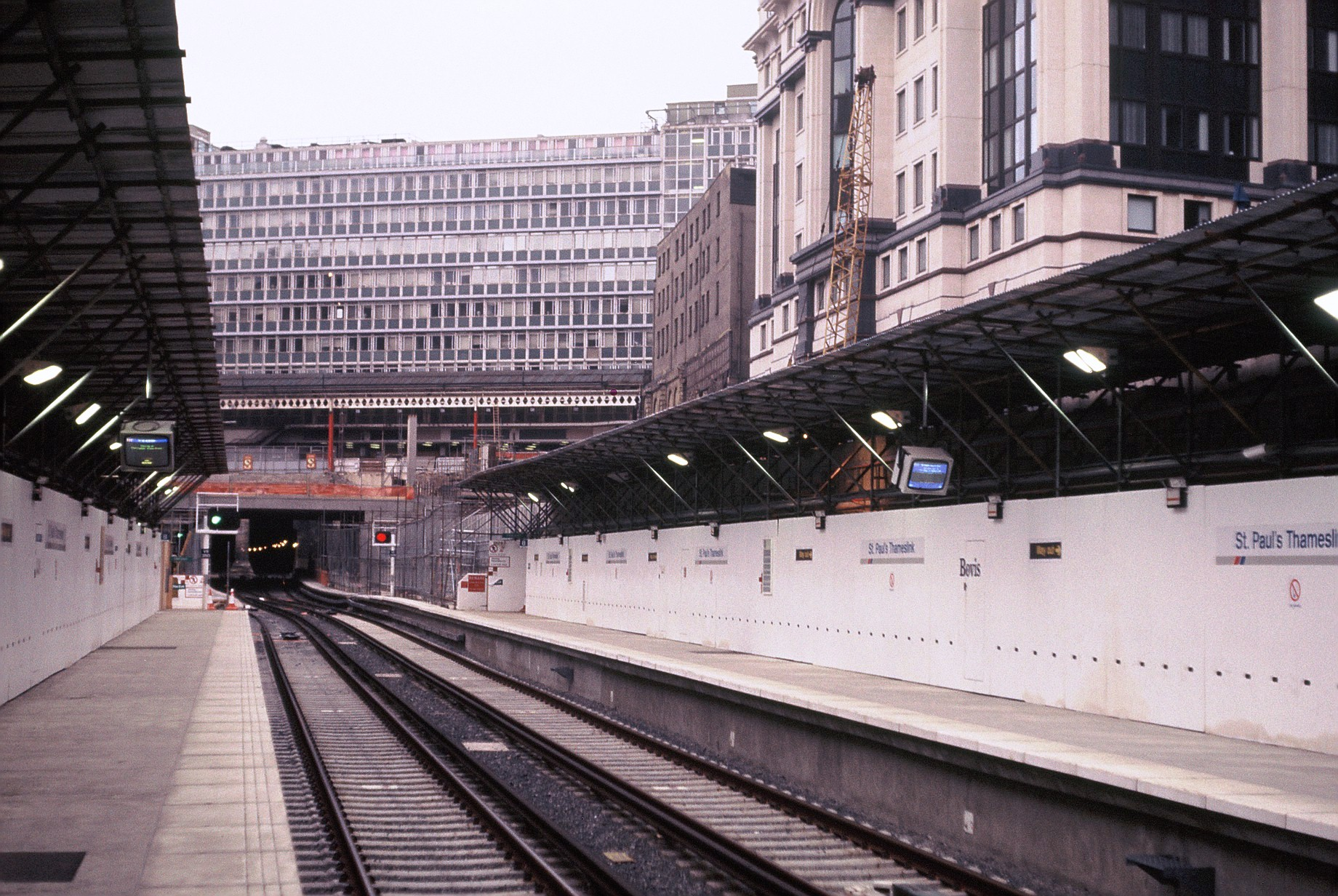
1990年刚开通时的圣保罗泰晤士连线站，但是上盖建筑未完工，背景仍可看见未被完全拆除的霍本高架橋站

### 开通运营
泰晤士连线于1988年开通，重新启用了自1916年关闭的雪山隧道，为南伦敦到法灵顿和国王十字提供了新的通道。最初，列车通过已关闭的霍尔本高架站的高架桥进站。泰晤士连线的铁路服务立即获得了经济上的成功，英国国铁因此决定重新开发原有的霍尔本高架站场地，以建造新的车站和商业综合体。这项工程部分由伦敦房地产开发商罗斯豪斯·斯坦霍普提供资金。
为此，英国国铁修建了一条新的铁路线。经过黑衣修士，并且线路略微向东并且高度较低。这为在车站上方的1.6公顷用地上建造56,000平方米的办公空间提供了可能。城市泰晤士连线站随后取代了霍尔本高架站。该项目总成本约为3.6亿至4.5亿英镑。为了未来可能的换乘，车站的部分建设与銀禧線第二阶段在该地区的规划相匹配，以便灵活适应未来交通发展之需要。
1990年1月26日，霍本高架橋站关闭。1991年5月，泰晤士连线服务暂停17天，以便拆除霍本高架橋站。1990年5月29日，该站被命名为圣保罗泰晤士连线站，1991年9月30日改名为城市泰晤士连线站，以避免与该站东侧、圣保罗大教堂北侧的伦敦地铁中央线圣保罗站混淆。这是近百年来在伦敦市中心建造的首个铁路干线车站。车站整体，以及车站最初的墙壁和镶板，均由SAS国际公司设计。
建造新车站的同时，旧霍尔本高架桥和勒德门山车站周围的区域也进行了重建，并拆除了横跨勒德门山的一座旧桥。拆除后的1992年，英国国铁又修建了一条铁路隧道，将城市泰晤士连线火车站与法灵顿火车站连接起来。
2006年，泰晤士连线的特许经营权被授予First Capital Connect，泰晤士连线服务因此被重新命名，但城市泰晤士连线火车站本身并未更名。到2010年底，First Capital Connect恢复了“泰晤士连线”这一名称。

### 近期活动
作为泰晤士连线工程的一部分，城市泰晤士连线车站的升级改造于2010年完成，以应对当年晚些时候黑衣修士车站暂时关闭导致的人流增加，也使得站台为未来的12节车厢列车做好了准备，乘客信息系统也得到了改进。车站安装了新的照明设备、检票口和闭路电视摄像头，并对服务广播系统进行了升级，以提供更准确的列车时刻。SAS公司按照1990年最初建造时的做法，对车站内部进行了改造，安装了符合最初设计规格的搪瓷墙板。
2014年，伦敦旅行观察提出报告，建议修建一条地下通道，将城市泰晤士连线火车站与圣保罗地铁站连接起来，以实现与中央线的换乘，便于从中央线周边地区乘客前往盖特威克机场和卢顿机场。
2018年，铁路运营商Govia Thameslink Railway宣布对铁路运行时刻表进行重大调整，并于当年5月实施。这些变化包括在伦敦市中心提供连接城市泰晤士连线与盖特威克机场和卢顿机场的半小时快车服务。为了支持泰晤士连线核心线路的自动列车运行，英国国铁对信号系统进行了升级，并在服务中引入了英国铁路700型电力动车组。次年1月，铁路运营商在中断6个月后又恢复了从泰晤士城市铁路到圣奥尔本斯和哈彭登的几条晚班线路。

## 拓展阅读
- Sutton, Philip. . RAIL. No. 115 (EMAP National Publications). 8–21 February 1990: 6–7. ISSN 0953-4563. OCLC 49953699.